# Amor sulla Bilancia
La tarsia Amor sulla bilancia o Nosce te ipsum e Amor sapientiae è una delle tarsie del coro della basilica di santa Maria Maggiore, realizzata da Giovan Francesco Capoferri su disegno di Lorenzo Lotto. La tarsia è posta all'entrata nel coro a sinistra del presbiterio, così come era stata posizionata nel 1527.

## Storia
La congregazione della Misericordia Maggiore, agli inizi del XVI secolo, decise di completare il presbiterio con la realizzazione di un coro ligneo. Il 12 marzo 1524 i presidi della fondazione affidarono a Lorenzo Lotto  la realizzazione dei disegni degli stalli per il coro della basilica mariana.  Fu affidato a Bernardo Zenale l'impianto architettonico e la realizzazione dell'opera all'intarsiatore loverese Giovan Francesco Capoferri coadiuvato dal falegname Giovanni Belli di Ponteranica. 
Tra le tarsie ve ne una meno conosciuta ma non per questo meno interessante, posta sull'angolo che segue la tarsia del Sommersione del faraone sulla testata della fila degli scanni destinati ai religiosi.
Della commissione e della consegna del disegno rimangono i documenti e le lettere che il pittore veneziano aveva inoltrato alla congregazione.
Tra le tarsie quelle che hanno un tema differente dal resto del coro sono Nutrizione di Lapis e questa dell'Amore sulla bilancia, si consideri che l'artista aveva realizzato i disegni per gli stalli del coro, mentre stata lavorando alla Cappella Suardi di Trescore. Entrambe sono poste in una posizione particolare, forse lo stesso Bartolomeo Suardi fu ispiratore e corresponsabile dei particolari soggetti iconografici. Anche la loro posizione invita a una riflessione particolare a quanti salivano sul presbiterio, vengono quindi indicate come «allusive all'ascesi mistica, disposte agli ingressi del coro come soglie iniziatiche». La tarsia fu pagata probabilmente il 29 agosto 1524 con altri disegni. Il lavoro fu realizzato da Giovan Francesco Capoferri e la profilatura fu ultimata da Lodovico da Mantova nel 1530.

## Descrizione
La tarsia, pur essendo molto piccola, ha una iconografia particolarmente importante, raffigura un cupido che regge una bilancia e con i piedi poggianti sui due piatti, una cosa impossibile. Il titolo dato dal Lotto come Amor non mette dubbi su quanti indicavano il soggetto come un angelo. Cupido ha le ali e tre fiamme sul capo. Le braccia che reggono la bilancia sono molto tese a indicare la difficoltà e lo sforzo che richiede l'impossibile azione.
La raffigurazione richiama a due situazioni: la giustizia con la bilancia, che gli uomini devono avere e l'amore divino che fa salire al cielo. Ma chi desidera salire in cielo deve essere puro e passare attraverso la caritas o la purgatorio cordis predicata da sant'Agostino che indica che solo una anima libera e purificata può salire verso il cielo.
Nella parte inferiore vi è la scritta «NOSCE TE IPSUM» (conosci te stesso) tratta dalla massina di Tano di Mileto che è presente sul frontespizio del tempio di Apollo di Delfi, e riassume l'importante significato di ricerca personale, sul proprio percorso di vita. Forze Lorenzo Lotto ci indicava una strada, non solo per la vita ma anche se seguire il difficile lavoro che aveva fatto in riferimento alle tarsie, che come la vita era stato difficile ma al contempo meraviglioso, pieno di difficoltà ma anche di scoperte. L'uomo parte di un progetto immenso, composto non solo di materia ma anche di spiritualità.